# Polylepis multijuga
Espèce
Statut de conservation UICN

 VU B1+2c, D2 : Vulnérable
Polylepis multijuga est une espèce de plantes à fleurs de la famille des Rosaceae.

## Publication originale
- Botanische Jahrbücher für Systematik, Pflanzengeschichte und Pflanzengeographie 37: 536. 1906.